# Поляков, Иосиф Лазаревич
Иосиф Лазаревич Поляко́в (англ. Joseph Poliakoff; 24 апреля 1873, Кременчуг, Полтавская губерния — 23 ноября 1959, Лондон) — русский и британский радиоинженер и физик, изобретатель в области звукового кино, фотоэлектронной автоматики, телефонной связи, слуховых аппаратов и пейджеров. Разработал один из первых слуховых аппаратов.

## Биография
Из еврейской купеческой семьи. В 1900 году, будучи студентом Московского технического училища, впервые предложил метод использования фотоэлементов для воспроизведения фотографической звукозаписи и первым осуществил звукозапись на плёнке. Это изобретение (фотофонограф и фотофон) было им запатентовано в 1901 году в США (патент № 680614) и в 1903 году в России (привилегия № 8010); в патенте на это изобретение фотографическая запись звука впервые названа фотографической фонограммой. В 1901 году он получил патент на механизм спуска фотографического затвора. В 1905 году сконструировал автоматизированный селеновый фотометр (привилегия № 10116), в котором была применена схема дифференциального включения двух фотоэлементов, получившая широкое распространение в современной технике. Среди других изобретений И. Л. Полякова — новые строительные материалы и штукатурка (1900), фотометрическое записывающее устройство (1901), в 1899—1900 годах участвовал в разработке систем телефонной связи на российских железных дорогах и перегонах (в начале 1900 года сконструировал фонопор — специальный телефонный аппарат для работы по телеграфным проводам).
Основал в Москве фирму по производству телефонов. Жил с семьёй во втором этаже дома на Манежной площади, в котором впоследствии располагалась приёмная М. И. Калинина. После революционных событий 1917 года участвовал в разработке автоматизированной телефонной связи в Москве, в 1920 году был назначен телефонным инспектором Северного района.
В 1924 году выехал с семьёй в Лондон, где до 1929 года работал помощником председателя технического отдела в АРКОС при торгпредстве СССР, а 9 мая 1931 года основал компанию Multitone Electronics по производству слуховых аппаратов в Ислингтоне. Первоначально фирма производила настольную модель слухового устройства, а в 1937 году И. Л. Поляков запатентовал свою первую портативную модель (VPM — Vest Pocket Model). Уже в 1938 году началось производство слуховых аппаратов с наушной насадкой (Telecoil). В 1932 году Иосиф Поляков запатентовал свою модель низкочастотного трансформатора.
Multitone Electronics впоследствии состояла из более чем 700 служащих и её президентом в 1938 году стал сын И. Л. Полякова — Александр, выпускник физического факультета Лондонского университета. В военные годы компания запустила выпуск детектора часового механизма взрывных устройств (Bomb Clock Detector), а после войны переключилась на больничные пейджеры (первоначально «bleepers»), разработав одну из их первых моделей.

## Семья
- Жена — Флора Соломоновна Шабат (1879—1976), из семьи текстильных мануфактурщиков.[27]
  - Сын — изобретатель и президент компании Multitone Electronics (англ.) Александр Иосифович Поляков (англ.) (1910—1996), автор мемуарной книги «Silver Samovar: Reminiscences of the Russian Revolution» (1996)[28][29].
    - Внуки — Мартин Поляков, химик и популяризатор науки, вице-президент Лондонского королевского общества; Стивен Поляков, драматург, сценарист и режиссёр[30].

## Галерея
- Иосиф Поляков
- Лазарь Поляков (отец) (недоступная ссылка)
- Флора Полякова (Шабат), жена
- Александр Поляков (сын)
- Дача Поляковых в Лосиноостровском